# كورسالون هوبنر

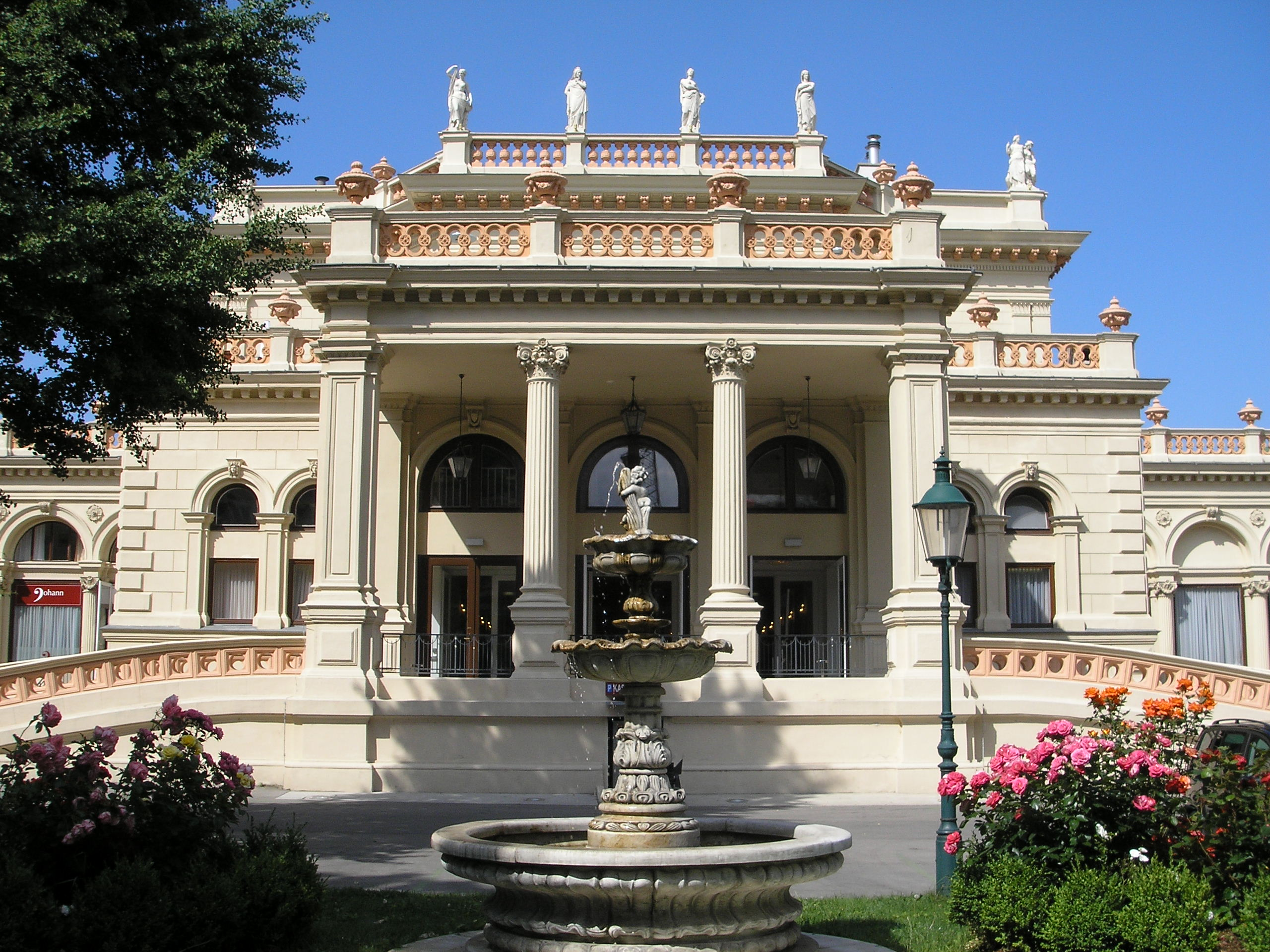
كورسالون هوبنر

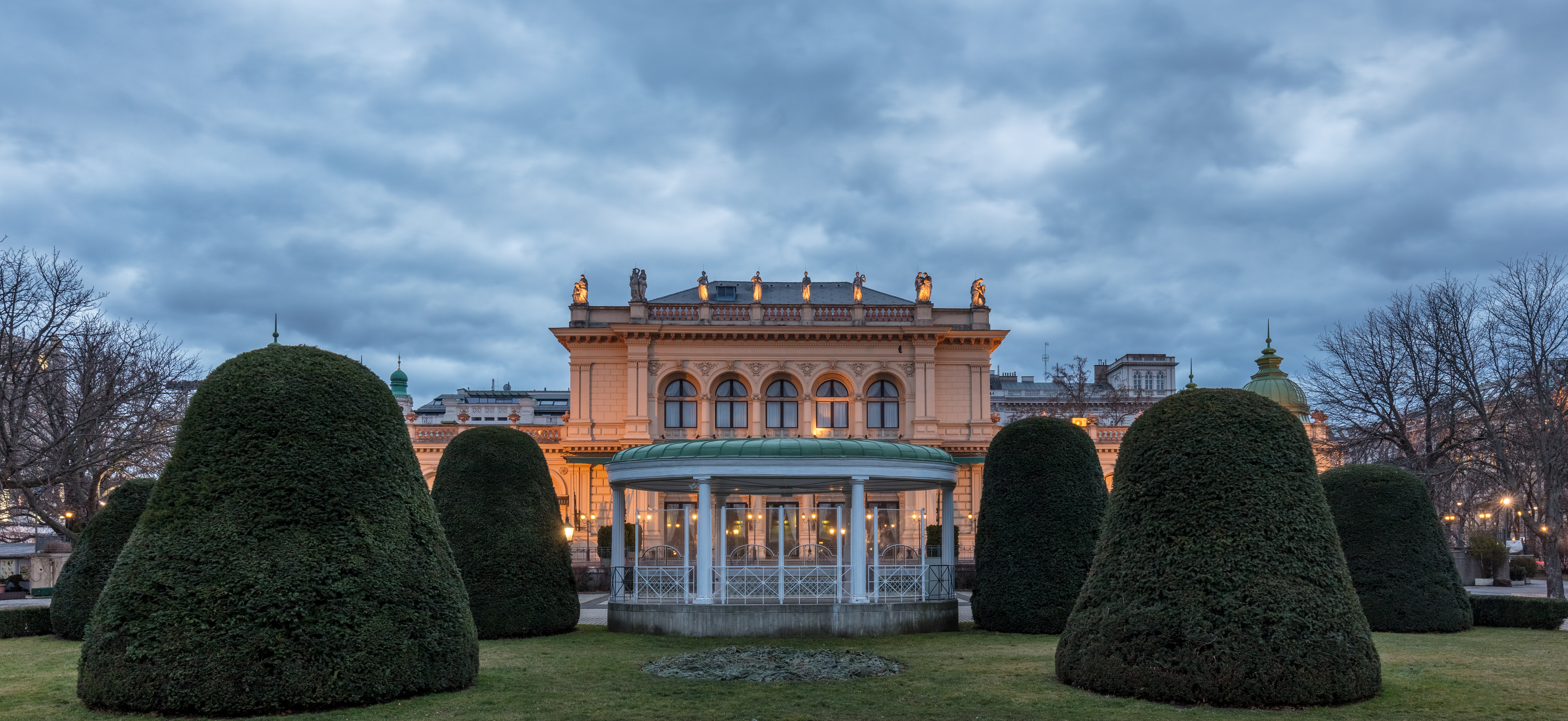
عرض ليلا

كورسالون هوبنر(Kursalon Hübner) هي قاعة الموسيقى في فيينا، صممها يوهان جاربين على طراز عصر النهضة الإيطالية وتم بناؤها بين عامي 1865-1867.

## التاريخ
في عام 1857، أمر الإمبراطور فرانز جوزيف الأول بهدم جميع التحصينات. بدلاً من ذلك، أمر ببناء رينغ بوليفارد كتوسيع للمدينة. شهد عام 1862 افتتاح سيتي بارك بمساحة 65000متر مربع، وتقع في المنطقة المجاورة والتي صممها رسام المناظر الطبيعية جوزيف سيليني. كان كورسالون بمثابة مكان يمكن للزوار الحصول فيه على المياه المعدنية للشرب. لم يُسمح بأي تسلية أو نشاطات اجتماعية. ولكن في النهاية، شهد المكان تغييرات. في عام 1868 أقيمت الحفلة الموسيقية الأولى ليوهان شتراوس في كورسالون. منذ ذلك الحين، أصبحت القاعة مكان للحفلات الموسيقية والاجتماعات. في عام 1908، استأجر هانس هوبنر فندق كورسالون. وبذلك يكون اسمه الثاني المكان الذي ورثه عن صاحبه. في أواخر التسعينيات قررت حكومة المدينة بيع المكان لعائلة هوبنر.

## الوصف
الآن يتكون كورسالون من أربع قاعات احتفالات في طابقين وشرفة كبيرة بمساحة 1000 متر مربع ومطعم. يشهد كورسالون ما يقرب من 500 حفلة موسيقية سنويًا ويستقبل أكثر من 200000 زائر. تقدم أوركسترا ألت وين باستمرار في كورسالون. هناك أعمال ستراوس، موتسارت، بيتهوفن، شوبرت في مرجعها. بصرف النظر عن الحفلات الموسيقية، فإن كورسالون بمثابة مكان للمؤتمرات وحفلات الزفاف وأحد مناطق الجذب السياحي الرئيسية في فيينا.

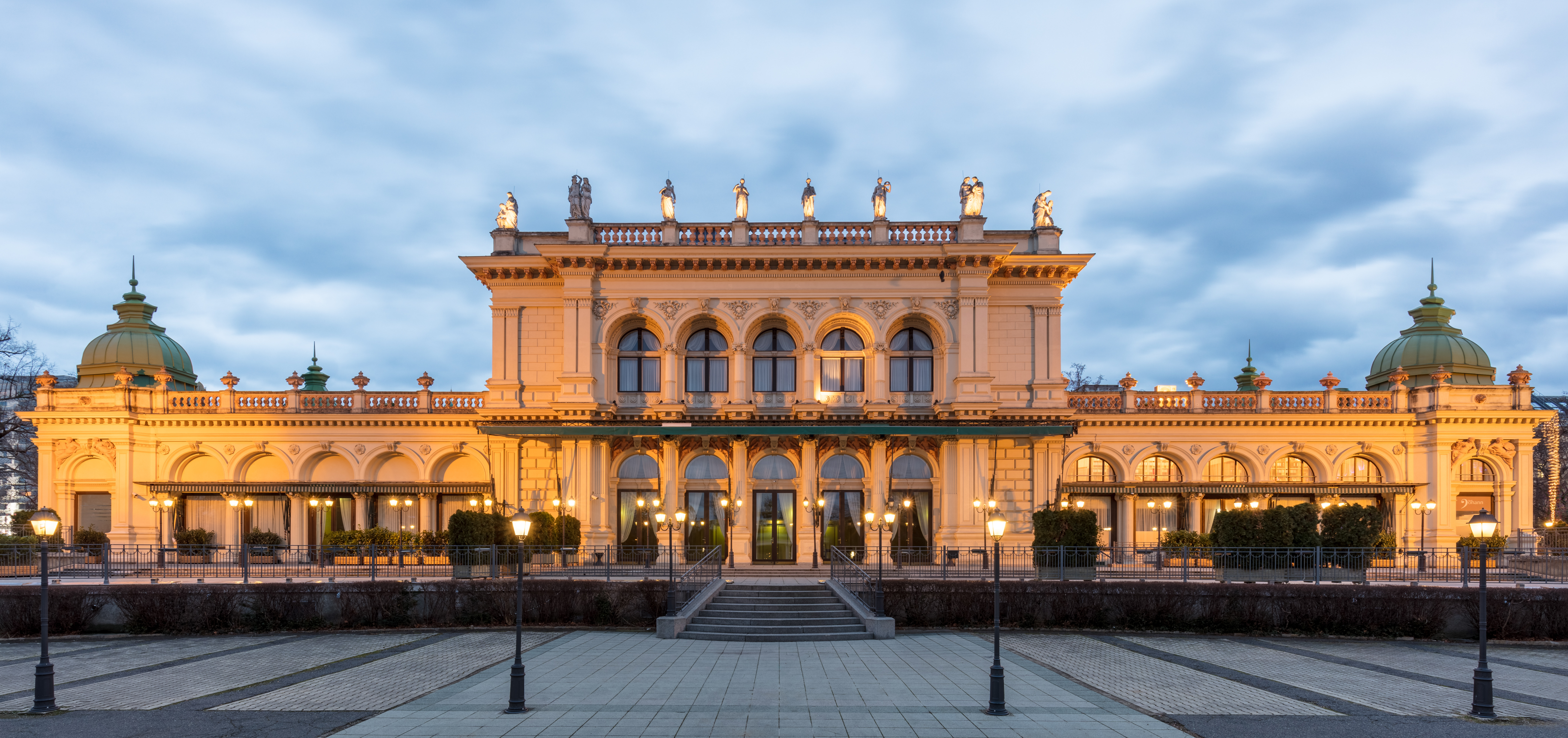
منظر كورسالون من جانب الحديقة

## وصلات خارجية
- الموقع الرسمي Kursalon